# Laurel Holloman
Laurel Holloman est une actrice et peintre américaine née le 23 mai 1968 à Chapel Hill, en Caroline du Nord.

## Biographie
Sa mère est Canadienne, originaire du Yukon. Après une année d'étude dans une école d'art dramatique londonienne, elle part à Chicago pour assouvir sa passion : le théâtre. Elle étudie ensuite avec John Lynn à Los Angeles, qui est pris pour un rôle dans Blossom Time de David Orr. En 1994, elle s'installe à New York où elle participe à plusieurs pièces. Elle y assiste aussi à l'université de la même ville. Elle obtient notamment un rôle dans la pièce The Heart is a Lonely Hunter et dans Night Swim dans laquelle elle interprète Julia Jordan. En 1995, elle prend le rôle d'un des deux personnages principaux du film The Incredibly True Adventure of Two Girls in Love de la réalisatrice Maria Maggenti. Elle joue un rôle secondaire dans la série télévisée Angel (Justine), puis celui d'un personnage principal Tina Kennard de la série à succès The L Word, entre 2004 et 2009. Le couple qu'elle forme avec Jennifer Beals (Bette Porter) devient un couple célèbre à la télévision. L'alchimie naturelle formée par ce couple a contribué au succès de la série. Elle reprend son rôle de Tina en 2019 et apparaît dans deux épisodes de la saison 1 de The L Word Generation Q après avoir été convaincue par son amie Jennifer Beals. Elle devrait apparaître plus longuement dans la saison 2 en gérant ses deux carrières d'actrice et peintre de talent. Les actrices de la série The L Word sont restées très proches et unies.
En 1990, elle fréquente l'acteur, sculpteur et snowboarder Billy Crudup. Elle épouse l'architecte Paul Macherey le 13 juillet 2002. Ensemble ils ont une fille, Lola Reiko Macherey. Sa grossesse fut utilisée lors de la deuxième saison de The L Word. Le couple adopte une deuxième enfant en 2008, et se sépare plus tard, pendant l'été 2010. Puis ils divorcent en juillet 2012.
Un temps elle se déclare bisexuelle.
Elle se remarie en 2014 avec un homme d'affaires nommé Henry Park.
Elle se consacre également à la peinture. Elle a exposé avec beaucoup de succès plusieurs de ses peintures en Europe. Ses toiles sont de style abstrait et traitent notamment du mouvement, de la mémoire et de la nature. Laurel a reçu plusieurs prix d'art pour ses œuvres.

## Filmographie
- 1995 : The Incredibly True Adventure of Two Girls in Love : Randy Dean
- 1997 : Mort sur le Campus (Dying to Belong) (TV) : Shannon
- 1997 : Back Home (The Myth of Fingerprints) : Leigh
- 1997 : Prefontaine : Elaine Finley
- 1997 : Boogie Nights de Paul Thomas Anderson : Sheryl Lynn
- 1999 : Libres comme le vent : Laurie Pendleton
- 1999 : Cherry : Evy Sweet
- 1999 : Lush : Ashley Van Dyke
- 1999 : Loser Love de Jean-Marc Vallée : Lily Delacroix
- 2000 : Committed de Lisa Krueger : Adelle
- 2002 : Alone de Phil Claydon : Charlotte
- 2002 : Angel (TV) : Justine Cooper
- 2004-2009 : The L Word (TV) : Tina Kennard (VF : Virginie Ledieu)
- 2010 : Castle (TV) (saison 2, épisode 1) : Sandy Allen
- 2010 : Gigantic (TV) : RaeAnne Colvin
- 2011 : The Dinah Girls (téléfilm) : elle-même
- 2020-2021 : The L Word Generation Q (TV) : Tina Kennard (Saison 1 - Episode 6 & 7)